# Florián de Ocampo

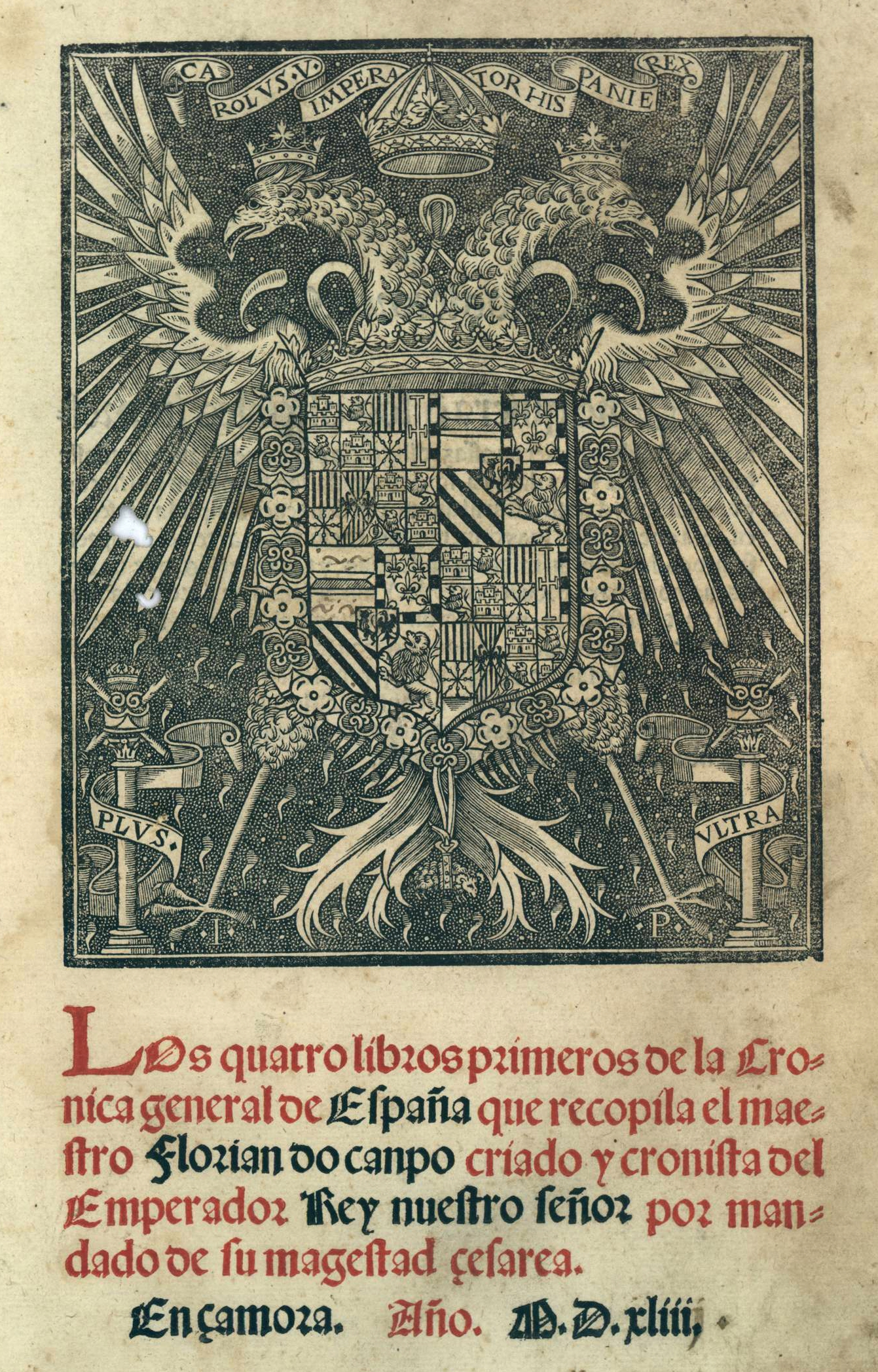
Frontispicio de Los cuatro libros primeros de la crónica general de España que recopila el maestro Florián de Ocampo..., Zamora, 1543.

Florián de Ocampo (Zamora, c. 1499-c. 1558), historiador y escritor español, cronista de Carlos I.

## Biografía
No hay certeza en cuanto a la fecha y el lugar de su nacimiento. Pudo haber nacido entre 1499 y 1513, en la ciudad de Zamora o en las localidades cercanas de Monfarracinos o Molacillos. 
Después de haber estudiado gramática en Zamora, acudió a la Universidad de Alcalá de Henares, donde se licenció en Física y Metafísica y más tarde se doctoró en Teología. En todo este tiempo estuvo alojado en el prestigioso Colegio Mayor de San Ildefonso.
Fue nombrado cronista de Carlos I en 1539 a petición de las Cortes. En 1541 publica una edición de lo que entonces se consideraba la Estoria de España de Alfonso X el Sabio titulada Las cuatro partes enteras de la crónica de España que mandó componer el serenísimo rey don Alonso llamado el Sabio. Esta Crónica general de Alfonso X de Ocampo reúne distintas crónicas alfonsíes. Las tres primeras partes, hasta la muerte de Bermudo III de León, recogen el texto de la Crónica general vulgata; una «cuarta parte» (denominada específicamente por Diego Catalán Crónica ocampiana) que comprende la que entonces se consideraba historia de Castilla, desde Fernando I, utilizó una redacción alfonsí similar a la del manuscrito F de la Versión sanchina (llamada por Montaner Frutos Versión sanchina concisa) de la Estoria de España, combinada con la Crónica de Castilla (c. 1300) y desde el reinado de Alfonso IX con la Crónica particular de San Fernando.

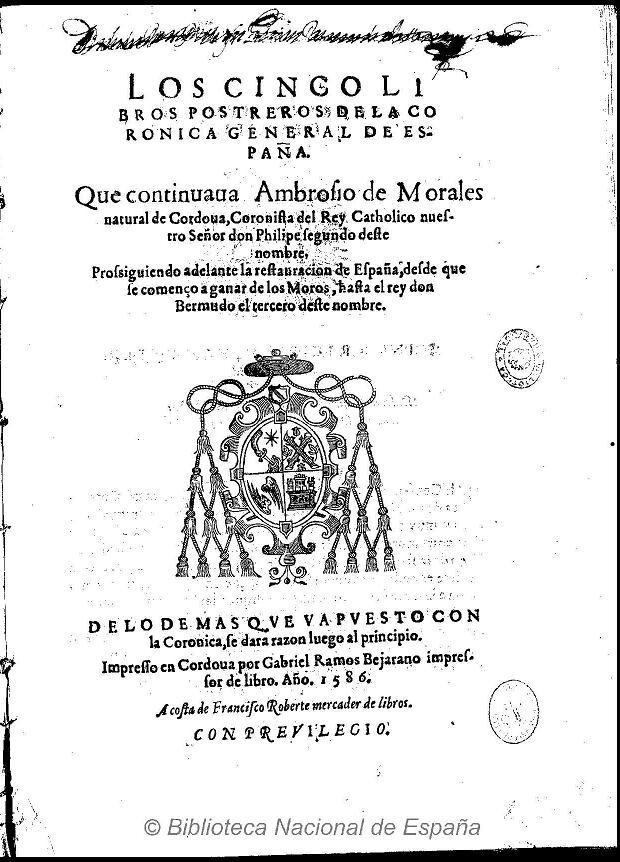
Los cinco libros postreros de la Corónica General de España, 1586.

En 1543 publica en Zamora su propia crónica, en el ámbito de su cargo de cronista real, en los cuatro primeros libros de su Crónica general de España, que comprende desde la creación del Mundo hasta la muerte de los Escipiones. Diez años después se publicó un quinto libro en Medina del Campo. La obra fue continuada por Ambrosio de Morales. La finalidad de esta obra inconclusa es demostrar la gran antigüedad de la monarquía española y a ello sacrifica frecuentemente la verdad. Contiene gran cantidad de elementos ficticios y legendarios y guarda cierta relación con la novela histórica; recurre a invenciones propias (como el autor fingido Julián Lucas) y acepta a veces las de cronistas anteriores españoles o italianos, lo que fue denunciado, aparte de por Andreas Schott, que le acusó en concreto de haber difundido las ficciones de Annio de Viterbo, también por su continuador Ambrosio de Morales, quien vio que no le faltaron escrúpulos a la hora de utilizar inscripciones manifiestamente espurias para los humanistas españoles que había fabricado Ciríaco de Ancona y cuyos textos confirmaban acontecimientos, personajes, héroes o dioses por regla general relativos a la época de la conquista romana. En el siglo XVII Mayáns fue aún más duro y le llamó simplemente mentiroso.
También compuso la Historia del cardenal Cisneros, el Linaje del apellido de Valencia, el Libro de linaje y armas y publicó una edición de la Crónica de Alfonso Onceno. Sobre la fecha de fallecimiento existe una gran discusión, y se sitúa desde 1555 hasta 1590, algunos en Zamora y otros en Córdoba.
En 1984 se creó en su honor el Instituto de Estudios Zamoranos que lleva su nombre.

## Ediciones
- Florián de Ocampo, Las cuatro partes enteras de la crónica de España que mandó componer el serenísimo rey don Alonso llamado el Sabio. Donde se contienen los acontecimientos y hazañas mayores y más señaladas que sucedieron en España desde su primera población hasta casi los tiempos del dicho señor rey  [=Crónica general de Alfonso X], Zamora, Augustin de Paz y Juan Picardo impresores; a costa de Juan de Spinosa, 9 de diciembre de 1541. Biblioteca Virtual del Patrimonio Bibliográfico BVPB20080023690. [Denominada también Tercera Crónica General y Crónica General Vulgata].
- — Los cuatro libros primeros de la crónica general de España que recopila el maestro Florián de Ocampo, criado y cronista del emperador rey nuestro señor por mandado de su magestad cesárea Archivado el 3 de marzo de 2016 en Wayback Machine. [=Crónica general de España], Zamora, Juan Picardo; a expensas de Juan Pedro Mussetti, 1543.
- — Los cinco libros primeros de la crónica general de España, que recopila el maestro Florián de Ocampo (enlace roto disponible en Internet Archive; véase el historial, la primera versión y la última)., Medina del Campo, Guillermo Millis, 1553. Otra digitalización de la UCM-Google books.
- — Los cinco libros primeros de la crónica general de España que recopilaba el maestro Florián de Ocampo, cronista del rey nuestro señor, por mandato de su majestad, en Zamora, Alcalá de Henares, Juan Íñiguez de Lequerica; a expensas de Diego Martínez, 1578.